# Malaysia Open 1959
Die Malaysia Open 1959 im Badminton fanden Anfang August 1959 in Singapur statt.

## Finalergebnisse
| Disziplin    | Sieger                      | Finalist                   | Ergebnis     |
| ------------ | --------------------------- | -------------------------- | ------------ |
| Herreneinzel | Charoen Wattanasin          | Teh Kew San                | 15-11, 15-12 |
| Dameneinzel  | Pachara Pattabongse         | Tan Gaik Bee               | 11-4, 11-0   |
| Herrendoppel | Teh Kew San Lim Say Hup     | Eddy Choong Erland Kops    | 15-11, 15-9  |
| Damendoppel  | Tan Gaik Bee Cecilia Samuel | Jean Moey Dolly Tan        | 15-4, 15-3   |
| Mixed        | Lim Say Hup Tan Gaik Bee    | Nandu M. Natekar Alice Lim | 15-8, 15-3   |